# Christian Bolaños
Christian Bolaños Navarro (San José, 1984. május 17. –) Costa Rica-i válogatott labdarúgó, jelenleg a Saprissa játékosa.
A 2005-ös debütálása óta Bolaños 55 mérkőzésen lépett pályára a válogatottban, és háromszor játszott CONCACAF Gold Cup-on és két FIFA világbajnokságon is részt vett.
A testvére, Jonathan szintén egy futballista.

## Játékstílusa
Bolaños egy nagyon képzett futballista, jól cselez és gyors játékos, emellett jó értelemben véve igen agresszív és rátermett természetű. a pályán. Nagyon finom rúgó technikája van, és mindkét lábbal veszélyes. A szabadrúgásai életveszélyesek, valamint jól lát a pályán, ezáltal könnyűszerrel képes olyan megoldásokra, amelyekkel szétzilálja, kinyitja az ellenfél védelmét.

## Pályafutása
Deportivo Saprissa
Saprissával elnyert négy országos bajnokságot, és egy UNCAF Cup-nak és egy CONCACAF Champions Cup-nak is örülhetett. Bolaños részt vett a 2005-ös FIFA Club World Championship Toyota kupán a csapatával, és a verseny harmadik legjobb játékosaként odaítélte neki a FIFA a bajnokság bronzlabdáját. Ezt a sikert követően meghívták egy tíz napos próbaidőre a Liverpool csapatához, de a britek végül mégsem igazolták le.
OB
2007. június 2-án az OB-val 3 éves megállapodást kötött, és ezzel megnyílt előtte a dán Superliga. Miközben azért küzdött, hogy hogy erős hatást gyakoroljon a dán futballra, Bolaños egy másik klubnak is célpontja volt.
Start
2008. november 6-án új szerződést írt alá a norvég, az első osztályba frissen feljutó Start csapatával.
Ennél a klubnál két évet töltött.
FC Copenhagen
2010. augusztus 30-án aláírt Dánia bajnokával 3 éves megállapodást, 1 millió euróért
2012. augusztus 22-én Bolañost kapcsolatba hozták a Wolverhampton Wanderersszel, a hírek szerint az angol csapat 3 millió eurót fizetett volna érte.

## Sikerek
Deportivo Saprissa
- Costa Rica-i bajnok (5): 2003–04 Apertura, 2005–06 Apertura, 2005–06 Clausura, 2006–07 Apertura, 2006–07 Clausura
- CONCACAF-bajnokok ligája (1): 2005
- Copa Interclubes UNCAF (1): 2003

København
- Dán bajnok (2): 2010–11, 2012–13
- Dán kupagyőztes (1): 2011–12

## Fordítás
Ez a szócikk részben vagy egészben  a   Christian Bolaños című angol Wikipédia-szócikk fordításán alapul.  Az eredeti cikk szerkesztőit annak laptörténete sorolja fel. Ez a jelzés csupán a megfogalmazás eredetét és a szerzői jogokat jelzi, nem szolgál a cikkben szereplő információk forrásmegjelöléseként.